# Paguristes zhejiangensis
Paguristes zhejiangensis is een tienpotigensoort uit de familie van de Diogenidae. De wetenschappelijke naam van de soort is voor het eerst geldig gepubliceerd in 1982 door Wang & Tung.